# ГолАЗ 6228
ГолАЗ 6228 — 15-метровий принципово новий автобус, що випускається на Голіцинському автобусному заводі з 2006 року та розроблений для міських перевезень. Він є одним з найбільших міських автобусів, які випускаються зараз на ГолАЗі, більше його лише ГолАЗ АКА 6225, що побудований на базі автобуса Mercedes Benz O 405 G.

## Описання моделі
Автобус ГолАЗ 6228 є автобусом надвеликого класу, і призначений для праці у великих містах з особливо великим пасажиропотоком, перевозити великі маси пасажирів, він є дуже корисним завдяки тому, що він є подовженим. Сам по собі, цей автобус є дуже крупним, довжина автобуса становить рівно 15 метрів, у висоту він не поступається навіть сучасним туристичним автобусам. Аналогів цього автобуса (більших зчленованих, або менших), поки що не випущено, тому автобус ГолАЗ 6228 має унікальний дизайн на ряду з іншими ГолАЗами. Дизайн кузова та зовнішніх елементів автобуса є дуже сучасним; кузов автобуса повністю обнесений антикорозійним покриттям, завдяки чому значно підвищується ресурс його кузова (у цьому випадку — не менше ніж 12 років служби), та і дизайн у цілому, кути на кузові автобуса заокруглені з усіх боків, тип кузова — одноланковий, тридверний, тримальний, вагонного компонування. Дизайн передньої панелі автобуса досить сучасний, передок автобуса має заокруглені кути. Вітрове скло автобуса гнуте, безколірне і загнуте по боках, розділене, два склоочисники автобуса мають великі щітки, не зважаючи на невелике лобове і розділене вітрове скло, автобус усе одно виглядає дуже високим та сучасним (висота автобуса — 3.35 метри). Склоочисники автобуса — паралелограмного типу, також є склоомивачі. Світлотехніка на передку автобуса представлена 6 фарами, чотири звичайні та дві протитуманні. Фари оснащуються лінзовим склінням, від чого значно збільшується їхня далекоглядність, світильні фари розміщені з боків по дві, протитуманні одиночні та влаштовані у бампер автобуса. Бампер автобуса чітко окреслений, зварений з кузовом, за габарити не виступає, посередині у нього є місце для номера автобуса, номери зобов'язані бути в усіх рейсових автобусів міста, у яких вони експлуатуються. Емблема Голіцинського автобусного заводу розміщена прямо посередині передка, однак на передку автобуса міститься іще одна емблема — емблема шведської компанії Scania (розміщується біля емблеми ГолАЗу справа), на ходових частинах і двигуні (шасі) виконано цей автобус. Над лобовим склом автобуса розміщено його передній маршрутовказівник — це сучасне електронне табло, проте не з суцільним дисплеєм, кожна літера, цифра та символ розміщуються у окремій клітинці. Електронне табло автобуса має два рядки з клітинками для інформації, під номер виділено 4 спеціальних великих клітинок; така схема маршрутовказівника також використовується на інших автобуса російського виробництва, наприклад на сучасних міських автобусах Лікінського автобусного заводу: ЛіАЗ 5292, ЛіАЗ 5293 і ЛіАЗ 6213; керується табло з кабіни водія. Ще маршрутовказівники автобуса розміщуються з правого боку автобуса і ззаду, це також електронні табло, заднє табло маленьке, тому показує лише номер маршруту. Бокові дзеркала зовнішнього виду автобуса сферичного типу, окрім звичайного бокового скла і ще одне додаткове під ним, оскільки ці бокові дзеркала звішуються над кабіною водія, то вони є «вухастими», тобто зроблені у формі «вуха зайця». Мотовідсік автобуса знаходиться на його задньому звісі, двигун автобуса вдалося умістити «під підлогу», не зважаючи на те, що він є низькопідлоговим (хоча, ряд задніх крісел у салоні розміщений через це на помості), автобус комплектується шведським двигуном SCANIA DC 9 03, потужністю 300 кінських сил (це 220.58 кіловат). Автобус виготовлений на шасі Scania (про що свідчить емблема Scania на його передку), усі ходові частини виготовлені саме цією фірмою; тип шасі — SCANIA L94UB6x2*4, автобус ГолАЗ 6228 є тривісною моделлю, тягова вісь — середня, кріплення його коліс може бути як дискове, так і радіальне, гальмівна система автобуса пневматична, також виготовлена Scania, наявна протиблокувальна система ABS, підвіска автобуса залежна, пневматична. Задня панель автобуса виглядає дуже подібно до російських ЛіАЗів — наявне заднє скло, чітко окреслений зварний бампер та задні габаритні вогні. Завдяки потужній світлотехніці на передку (з оснащенням фар лінзовим склінням для більшої далекоглядності) та габаритних вогнях удовж усієї довжини тіла автобуса, він добре видимий у умовах темної пори доби. До салону автобуса ведуть три двійчасті двері поворотно-зсувного типу, з системою протизащемлення пасажирів, тобто коли двері натикаються при русі на щось матеріальне, одразу відходять на попередню позицію, відстань між середніми і задніми дверима більша, аніж між передніми та середніми, оскільки середні розташовуються «у базі», а задні за 3 віссю. Автобус ГолАЗ 6228 є автобусом особливо великого класу, і уміщує у собі набагато більше людей, аніж автобус стандартної довжини (близько 12 метрів). Автобус ГолАЗ 6228 є низькопідлоговим, однак до задньої частини салону ведуть сходинки, оскільки там майже усі місця сидячі. У автобуса досить оригінальний дизайн салону, задня частина салону розміщена на помостах, вище, аніж передня, при тому, що у передній низький рівень підлоги і майже немає сидячих місць, сходинки є у задніх дверях. Настил підлоги автобуса — з суцільнотягненого листа лінолеуму з яскравими блискітками на підлозі. Поручні автобуса товстого типу, можуть бути пофарбовані у будь-який колір, мають антикорозійну обробку. Поручнів значно менше біля рядів крісел, їх більше у передній частині салону автобуса, де сидячих місць майже немає. Горизонтальні поручні автобуса розташовуються упродовж усього салону, за винятком дверних пройм. Декілька вертикальних поручнів розташовуються біля рядів із сидячими місцями, також вони розташовуються біля збірних майданчиків, поручні повністю прямі, хоча деякі з них можуть бути вигнуті зверху. Крісла пасажирів м'які, роздільного типу, спинки крісел зроблені із пластику, оббивка з синтетичних матеріалів. Усі сидіння автобуса розташовуються на помостах, розміщення крісел по салону не є рівномірним, оскільки більша частина їх розташовується у задній частині салону, у передній частині їх лише 8 штук, у задній 27; усі сидіння, хоч і роздільного типу, розміщені попарно, ззаду розміщено 5 крісел, вони розташовані на помості через розташування двигуна автобуса на задньому звисі. Для стоячих пасажирів виділено великі збірні майданчики у передній частині салону, завдяки чому пасажиромісткість автобуса становить 140 пасажирів. У даного автобуса є дві крупні збірні майданчики у передній частині салону, там наявно лише 8 крісел, оскільки автобус є низькопідлоговим, він може перевозити пасажирів-інвалідів у візках, до того ж у автобуса є усе необхідне для цього (на автобусах цієї моделі може бути присутній знак з іконкою інваліда, що означає, що автобус може їх перевозити, також цей значок може розміщуватися біля середніх дверей, там де наявний спеціальний пандус). Навпроти середніх дверей автобуса розміщується металічний відкидний пандус-рампа для в'їзду візків, він відкидається та забирається уручну, пандус може витримати дорослу людину у візку, у салоні автобуса достатньо місця щоб розмістити до 3—4 пасажирів у візках. Освітлення у салоні у темну пору доби здійснюється за допомогою плафонових світильників, що розміщуються зверху боковин автобуса. Вентиляція у салоні здійснюється за допомогою зсувних кватирок на бокових вікнах і трьох обдувних люків, що розміщені на даху. Автобус оснащений тонованими склопакетами з чорним відтінком тонування, що безумовно покращує комфорт перевезення усіх пасажирів; на бокових вікнах є зсувні кватирки для вентиляції. Стеля салону дуже висока (як і сам автобус, крупний і високий). Завдяки вдалому плануванню місць та салону, у салон уміщується до 140 чоловік, дизайн салону має свої переваги. Кабіна водія автобуса відокремлена від салону суцільною перегородкою, для входу виходу водія з салону є спеціальні двері у перегородці, також є передня пілка передніх дверей, що відкривається автономно. Кабіна водія автобуса широка та має свої переваги у дизайні. У автобуса встановлена сучасна панель приладів, що вельми нагадує аналогічну у автобусах марки Scania, за формою виглядає як напівкругла, зроблена з твердого пластику. Більшість необхідних клавіш розташовуються з боків, з правого боку встановлене радіо та керування кондиціонуванням та опаленням у автобусі (і у салоні, і на місці водія), також на панелі приладів є спеціальні динаміки з регулюванням гучності радіо, є мікрофон (з лівого боку), по яких водій оголошує зупинки та інші повідомлення для пасажирів. Вентиляція у кабіні відбувається зад допомогою кондиціонера і зсувної кватирки, опалення від автономного нагрівника. Показникові прилади розташовуються по центру панелі приладів та закриті спеціальним захисним склом. Тахометр розташовується посередині (на 3000 об/хв), інші показникові прилади, як бензинометр, розташовані лівіше. Спідометр автобуса розташовується з правого боку, з великим округлим циферблатом, оцифруванням до 125 км/год; усі показникові прилади оснащені індивідуальним освітленням і мають яскраво-червоні стрілки, одометр автобуса (прилад, що показує пробіг автобуса, кілометраж), електронний. Кермова колонка оснащується гідропідсилювачем керма, тому керування автобуса є легким, модель керма — ZF 8098 Servocom, які також використовуються у багатьох різних автобусах Європи, у тому числі і російських автобусах. Крісло водія має сучасний вигляд та дизайн, комфортне, регулюється залежно від фізичних параметрів водія, також має регульовану спинку крісла, крісло має підголівник. У автобуса наявна 5-ступінчаста автоматична коробка передач, фірми ZF, педаль зчеплення, логічно, відсутня, тому керування рухом автобуса здійснюється за допомогою двох керівних педалей, акселератора та гальма. Підкермових важелів — дві штуки, кожен із них має декілька функцій у собі, таким чином, водієві не буде додавати незручностей управління одразу кількома важелями з кожного боку з одиночними функціями. Максимальний комфорт контролю за ситуацією на дорозі забезпечують «вухасті» бокові дзеркала зовнішнього виду, вони також мають додаткове дзеркало для кращого контролю за ситуацією на дорозі.

## Переваги та конструктивні особливості ГолАЗ 6228
Завдяки вдалій конструкції, автобус ГолАЗ 6228 має чимало переваг:
- автобус є дуже крупним, 15 метрів завдовжки, високий, відповідно він зможе перевозити більшу кількість пасажирів, аніж стандартний 12-метровий автобус.
- сучасний дизайн інтер'єру та зовнішніх елементів.
- потужна світлотехніка і габаритні вогні.
- застосування безскалкового лобового скла «триплекс» (тобто обнесення скла шаром пластику з обох боків, при ударі осколки з розбитого скла не розлетяться і не зможуть завдати нікому травм).
- високий строк роботи кузова, не менше ніж 12 років служби.
- розміщення двигуна на задньому звисі автобуса.
- використання ходових частин та двигуна шведського виробництва «Scania».
- електронні табло маршрутовказівники, керуються з кабіни водія.
- відповідність екологічним нормам Euro-3.
- низький рівень підлоги (крім заднього входу).
- максимальний контроль за дорожньою ситуацією, також за допомогою додаткових бокових дзеркал.
- розміщення переважної більшості сидячих крісел у задній частині салону, тоді передня майже повністю відведена для стоячих пасажирів.
- розміщення 2 великих збірних майданчиків у передній частині салону.
- можливість перевезення пасажирів у інвалідних візках, є спеціальний пандус, і достатньо місця для розміщення кількох візків.
- сучасний дизайн та вдале планування салону
- висока стеля салону та великі вікна не завдасть труднощів людям високого зросту.
- тоновані склопакети для більшого комфорту перевезення.
- на деяких поручнях встановлюються кнопки сигналу виклику до водія.
- сучасний дизайн місця водія, усіх компонентів панелі приладів.
- встановлення у кабіні водія дзеркала огляду салону.
- комфортабельне водійське крісло з повним регулюванням та підголівником.
- автоматична коробка передач.

## Технічні характеристики
| ГолАЗ 6228                                     | ГолАЗ 6228                                                   |
| ---------------------------------------------- | ------------------------------------------------------------ |
| Загальні дані                                  |                                                              |
| Модель                                         | ГолАЗ 6228                                                   |
| Клас                                           | міський автобус                                              |
| Виробник                                       | Голіцинський автобусний завод                                |
| Випускається з                                 | 2006                                                         |
| Кузов                                          |                                                              |
| Кузов (загальне описання)                      | одноланкового типу, вагонного компонування, заокруглені кути |
| Ресурс кузова, не менше ніж, роки              | 12                                                           |
| Габаритні розміри                              |                                                              |
| Довжина, мм                                    | 15000                                                        |
| Ширина, мм                                     | 2500                                                         |
| Висота, мм                                     | 3350                                                         |
| Колісна база, мм                               | 7380 (1→2 вісь) 1350 (2→3 вісь)                              |
| Споряджена маса, кг                            | 14500                                                        |
| Повна маса, кг                                 | 25000                                                        |
| Елементи ззовні                                |                                                              |
| Світлотехніка (передок)                        | 6 фар (4+2 протитуманні)                                     |
| Бампер                                         | заварний, чітко окреслений                                   |
| Маршрутовказівники                             | електронні табло (детальніше у описанні моделі)              |
| Лобове скло                                    | безскалкове                                                  |
| Тип склоочсисників                             | паралелограмний                                              |
| Розташування двигуна                           | задній звис (тобто задок), частина у салоні                  |
| Колеса                                         | радіальні і дискові кріплення                                |
| Осі, штук                                      | тривісний (6×2)                                              |
| Шасі                                           |                                                              |
| Шасі                                           | фірми Scania, тип SCANIA L94UB6x2*4                          |
| Гальмівні системи                              | ABS; ASR                                                     |
| Підвіска                                       | залежна, пневматична                                         |
| Тягова вісь                                    | задня                                                        |
| Салон                                          |                                                              |
| Кількість дверей і тип                         | 3 двійчасті поворотно-зсувного типу                          |
| Аварійне відкриття дверей                      | кнопки біля дверей ззовні і над приводом усередині           |
| Пандус для в'їзду інвалідних візків            | відкидна рампа, відсувається і зсувається механічно          |
| Розташування пандуса                           | 2 (середні) двері                                            |
| Ширина дверей, см                              | 135                                                          |
| Поручні                                        | з тонкої сталевої труби                                      |
| Сидіння                                        | м'які, роздільні                                             |
| Кількість сидінь                               | 35 штук                                                      |
| Система компостування квитків                  | електронні апарати на поручнях                               |
| Освітлення у салоні                            | плафонові світильники на даху                                |
| Вентиляція у салоні                            | через зсувні кватирки; через люки на даху                    |
| Бокові вікна                                   | затоновані чорним відтінком                                  |
| Пасажиромісткість салону, чол                  | 140 (збільшено завдяки плануванню салону, див. описання)     |
| Місце водія                                    |                                                              |
| Кабіна водія                                   | відокремлена перегородкою від салону                         |
| Освітлення у кабіні                            | кожен з показникових приладів і один плафоновий світильник   |
| Вентиляція у кабіні                            | через вентилятор і зсувну кватирку                           |
| Крісло водія                                   | м'яке з підресорами; регулюється углиб і в висоту            |
| Панель приладів                                | з твердого пластику                                          |
| Кермова система                                | ZF 8098 Servocom                                             |
| Педалі                                         | 2 штуки (АКПП)                                               |
| Коробка передач                                | автоматична 5-ступенева ZF 5 HP602C                          |
| Двигун і динамічні характеристики              |                                                              |
| Тип палива                                     | дизельний                                                    |
| Марка двигуна (для конкретно цієї модифікації) | SCANIA DC 9 03                                               |
| Потужність, кіловат                            | 220.58 (300 кінських сил)                                    |
| Місткість паливного бака, літри                | 238                                                          |
| Відповідність нормам щодо викидів              | Euro-3                                                       |
| Максимальний обертальний момент, Нм            | 1400 (при 1100—1300 об/хв)                                   |
| Кількість і розміщення циліндрів               | 6R                                                           |
| Робочий об'єм двигуна, літри                   | 9                                                            |
| Максимальна швидкість руху, км/год             | 94                                                           |